# لیلا داونز
لیلا داونز (به اسپانیایی: Lila Downs) (زادهٔ ۱۹ سپتامبر ۱۹۶۸ در واکساکا، مکزیک) خواننده مکزیکی موسیقی سنتی است.

## آلبوم‌ها
- ۱۹۹۹ Sandunga
- ۲۰۰۰ درخت زندگی
- ۲۰۰۱ لا لینه
- ۲۰۰۴ Una Sangre
- ۲۰۰۶ La Cantina
- ۲۰۰۸ وجو د کولبرا
- ۲۰۱۰ چکالا